# 希拉 (新墨西哥州)
希拉（英語：Gila）是位於美國新墨西哥州格蘭特縣的普查規定居民點。

## 人口
根據2020年美國人口普查的數據，希拉的面積為24.33平方千米，當中陸地面積為24.25平方千米，而水域面積為0.08平方千米。當地共有人口285人，而人口密度為每平方千米11.71人。